# M. Vasalis

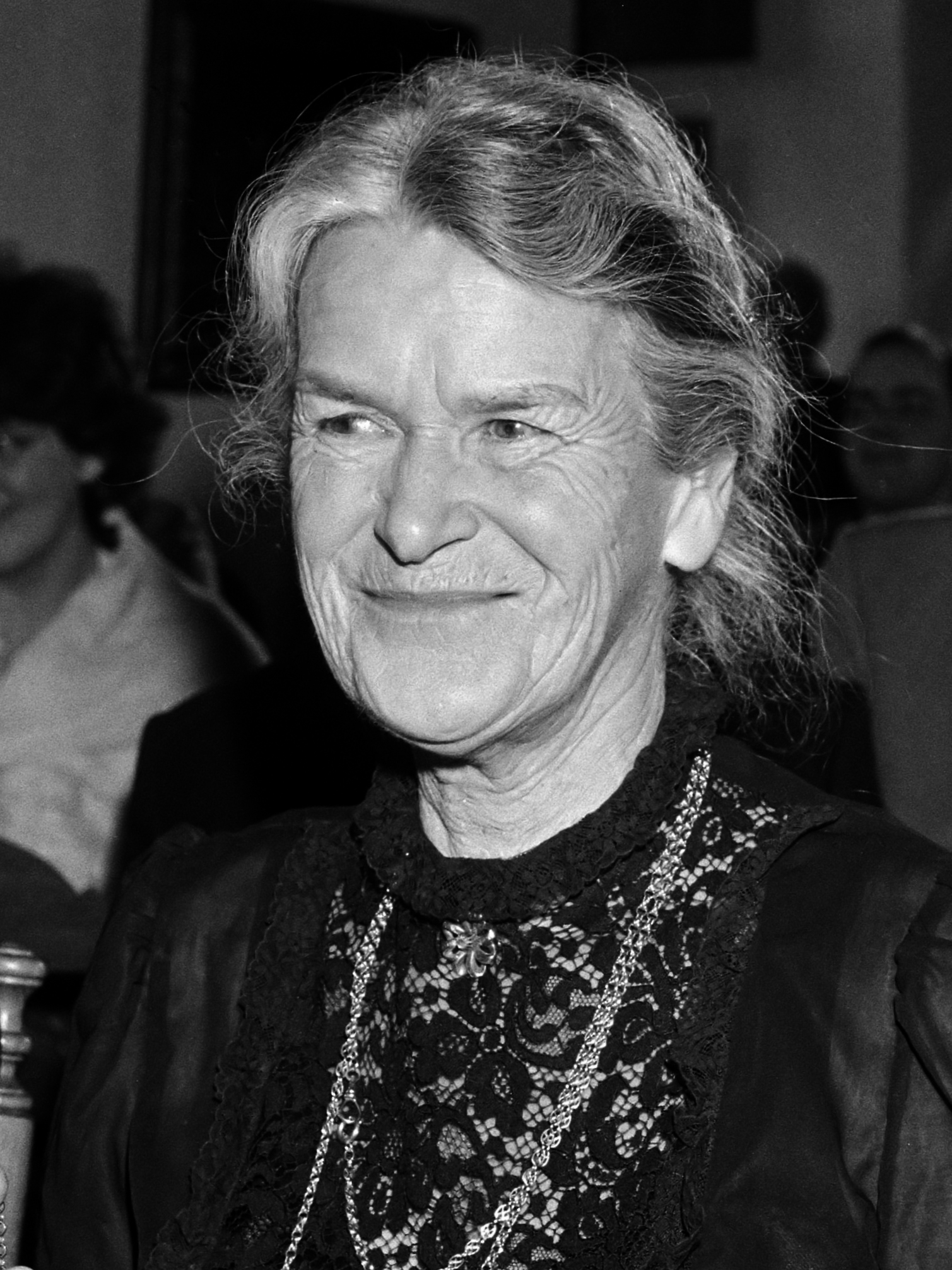
M. Vasalis (1983)

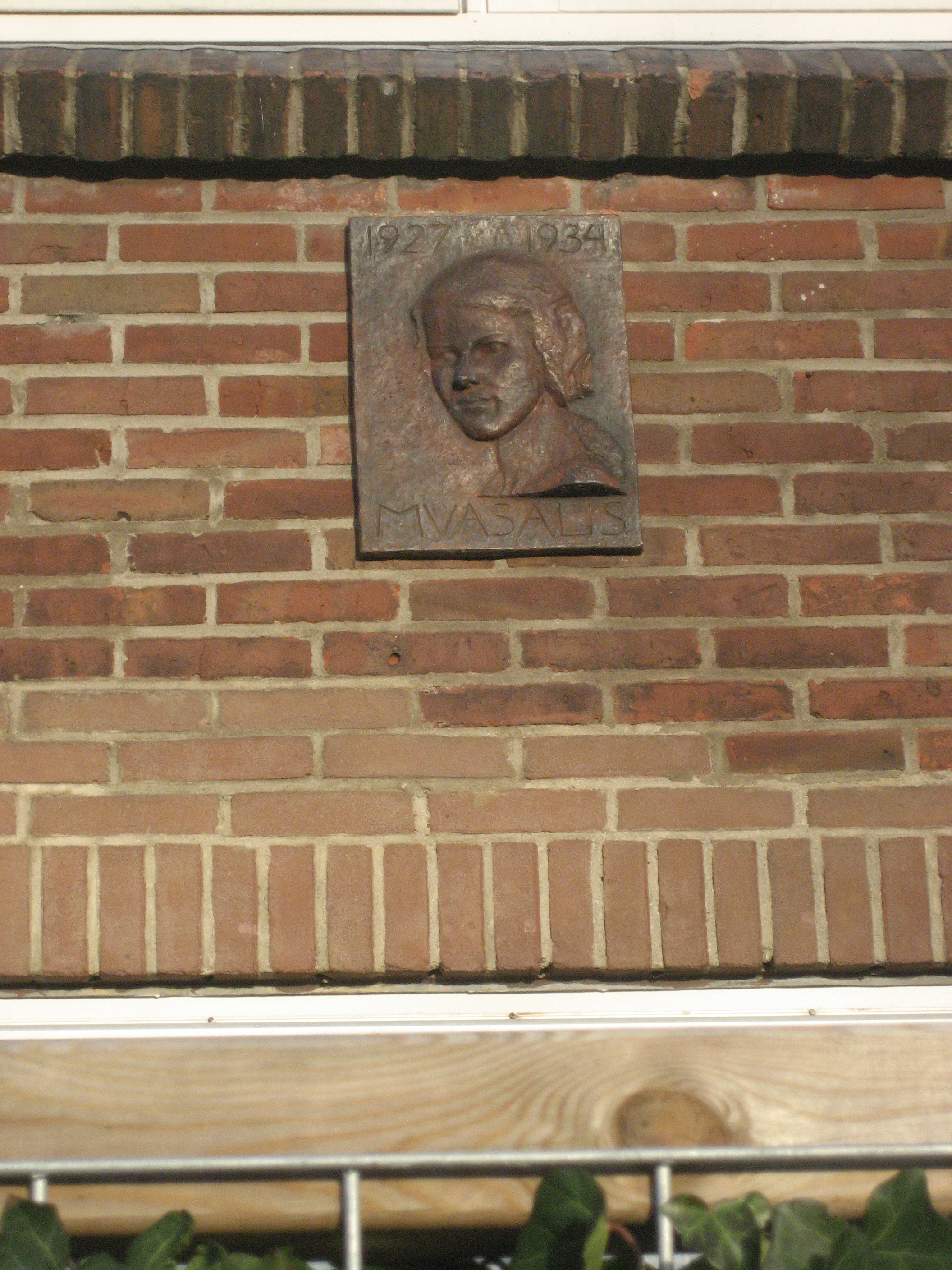

M. Vasalis (Pseudonym von Margaretha Drooglever-Fortuyn-Leenmans; * 13. Februar 1909 in Den Haag; † 16. Oktober 1998 in Roden, Noordenveld, Drenthe, Niederlande) war eine niederländische Psychiaterin und Schriftstellerin.

## Leben
Nach dem Schulbesuch studierte sie Medizin und war nach Abschluss des Studiums als Psychiaterin tätig.
Später begann sie zudem eine schriftstellerische Tätigkeit und verfasste neben Gedichten auch Erzählungen mit Schilderungen aus dem Alltag moderner Menschen. 1940 gehörte ihr Buch Onweer zu den von Buchhändlern kostenlos ausgegebenen Büchern während der sogenannten Boekenweekgeschenk. Zu ihren bekanntesten Gedichtbänden gehören Parken en woestijnen (1940), De vogel Phoenix (1947) sowie Kunstenaar en verzet (1958).

## Auszeichnungen
1941 bekam sie den Lucy B. en C.W. van der Hoogtprijs für Parken en woestijnen.
Für ihr Gesamtwerk erhielt sie 1974 dann den Constantijn Huygensprijs sowie 1982 den seit 1947 vergebenen niederländischen Literaturpreis P.C. Hooft-prijs.